# Ernst Ahl (zoolog)
Christoph Gustav Ernst Ahl, född 1 september 1898 i Berlin, död 14 februari 1945 i Kungariket Jugoslavien, var en tysk zoolog, främst med inriktning på iktyologi och herpetologi. 
Ahl arbetade bland annat som intendent för avdelningen för iktyologi och herpetologi på Museum für Naturkunde i Berlin. Under åren 1927 till 1934 var han dessutom chefredaktör för tidskriften Das Aquarium. Ernst Ahl är auktor för ett stort antal fiskarter.